# Stits SA-1A Junior
Le Stits SA-1A Junior est le plus petit monoplan du monde conçu par Ray Stits.